# Ajon (rivière)
Pour les articles homonymes, voir Ajon.
L'Ajon est une rivière de France, dans le département du Calvados, en région Normandie et un affluent droit de l'Odon, donc un sous-affluent du fleuve l'Orne. 

## Étymologie
Ay-on : eau de la rivière.

## Géographie
De 12,1 km de longueur, l'Ajon prend sa source sur les landes d'Hamars ancienne commune et maintenant dans la commune du Hom, à 206 m d'altitude. Il s'appelle aussi dans cette partie haute le ruisseau des Landes.
L'Ajon parcourt le bocage, globalement du sud vers le nord.
l'Ajon conflue en rive droite de l'Odon sur l'ancienne commune Locheur, maintenant sur la nouvelle commune du Val-d'Arry, à 59 m d'altitude.

### Communes et cantons traversés

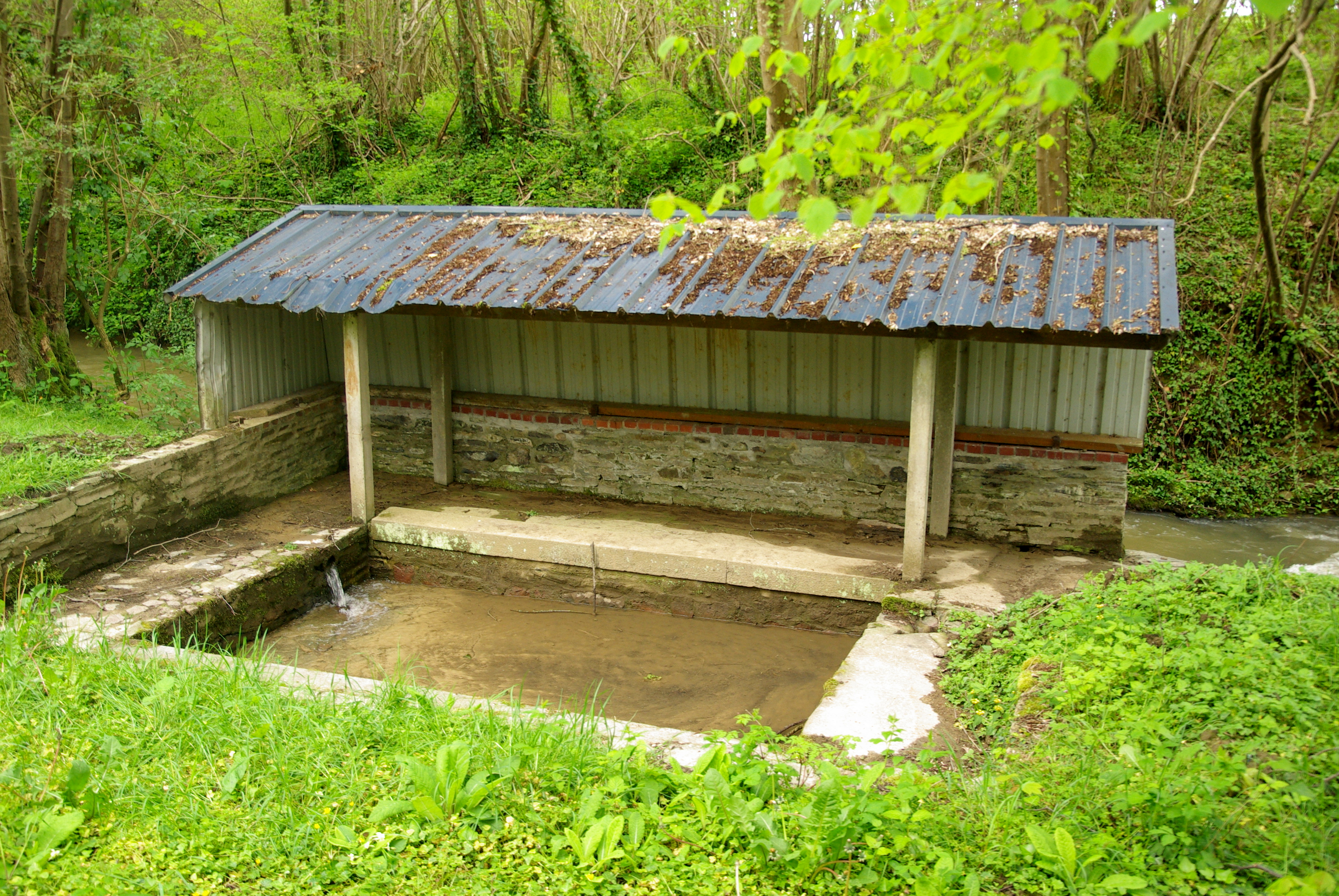
Lavoir à Montigny (Calvados)

Dans le seul département du Calvados, l'Ajonc traversait les neuf communes suivantes de l'amont vers l'aval, de Hamars (source), Montigny, La Caine, Maisoncelles-sur-Ajon, Banneville-sur-Ajon, Landes-sur-Ajon, Tournay-sur-Odon, Vacognes-Neuilly, Le Locheur (confluence) et traverse maintenant les huit communes suivantes de Le Hom, Montigny, La Caine, Maisoncelles-sur-Ajon, Malherbe-sur-Ajon, Landes-sur-Ajon, Vacognes-Neuilly, Val-d'Arry (confluence).
Soit en termes de cantons, l'Ajon prend source dans le canton de Thury-Harcourt, traverse les canton d'Évrecy, et conflue sur le canton d'Aunay-sur-Odon, dans les arrondissements de Caen et de Vire, et dans les trois intercommunalités communauté de communes Cingal-Suisse Normande, communauté de communes Vallées de l'Orne et de l'Odon et communauté de communes Pré-Bocage Intercom.

### Toponymes
L'Ajon donné son hydronyme aux trois communes suivantes de Malherbe-sur-Ajon, Landes-sur-Ajon, Maisoncelles-sur-Ajon, ainsi qu'a l'ancienne commune de Banneville-sur-Ajon.

### Bassin versant
Le bassin versant de l'Ajon est au centre-ouest du département du Calvados. L'Ajon traverse une seule zone hydrographique « L'Ajon de sa source au confluent de l'Odon (exclu) », (I263) 
,.
Les cours d'eau voisins sont l'Odon au sud-ouest, à l'ouest, au nord-ouest et au nord, l'Orne au sud-est et à l'est la Guigne au nord-est, le Vieux Ruisseau et le ruisseau du Val Québert au sud.

### Organisme gestionnaire
L'organisme gestionnaire est le SYMOA ou Syndicat Mixte de l'Orne et ses Affluents, sis à Argentan.

### Géologie
Le substrat est composé essentiellement de schistes et de grès briovériens.

## Affluents
Aucun de ses quatre affluents référencés au SANDRE, tous en rive gauche, ne dépasse les quatre kilomètres :  
- le ruisseau de la Vallee Aubray (rg[note 3]), (2,5 km),
- le ruisseau L'Orgueil (rg), (3,1 km), avec deux affluents :
  - le ruisseau de la Rette (rd), (1,7 km sur les deux communes de Saint-Agnan-le-Malherbe et Banneville-sur-Ajon
  - l'Ajon (0,3 km sur la seule commune de Banneville-sur-Ajon
- le ruisseau La Vallée (rg), (2,3 km)
- le ruisseau Le Frileux (rg), (2,4 km)[1].

Par contre Géoportail, ajoute Le Mont en rive droite.

### Rang de Strahler
Donc le rang de Strahler de l'Ajon est de trois par l'Orgueil.

## Hydrologie
Son régime hydrologique est dit pluvial océanique.

## Aménagements et écologie
L’écrevisse à pieds blancs est bien présente sur ces cours d'eau et la population de truite fario est fonctionnelle.

### ZNIEFF
Une ZNIEFF 250020081 de type 1 est reconnue sur le bassin versant, l'Ajon et ses affluents, pour 27 hectares.